# Gewerkschaft GPA
Die Gewerkschaft GPA ist eine Gewerkschaft der Angestellten in der Privatwirtschaft, der Arbeitnehmer im grafischen Gewerbe und in der papierverarbeitenden Industrie sowie der Journalisten in Österreich.
Die GPA-djp (ab 2020 Gewerkschaft GPA) entstand am 16. November 2006 durch die Fusion der Gewerkschaft der Privatangestellten (GPA) und der Gewerkschaft Druck, Journalismus, Papier (djp). Mit ca. 291.000 Mitgliedern und rund 14.000 Betriebsräten ist sie die größte Teilgewerkschaft im Österreichischen Gewerkschaftsbund (ÖGB). Mit den Betriebsräten werden pro Jahr rund 170 Kollektivverträge für verschiedenste Wirtschaftsbereiche verhandelt. Die djp-Zentrale zog in das Haus der GPA am Alfred-Dallinger-Platz im dritten Wiener Gemeindebezirk um. Am 20. November 2020 änderte die Gewerkschaft ihren Namen von GPA-djp in Gewerkschaft GPA.
Ab der Gründung 2006 war Wolfgang Katzian Bundesvorsitzender der GPA-djp, im Juni 2018 folgte ihm Barbara Teiber in dieser Funktion nach.

## Service

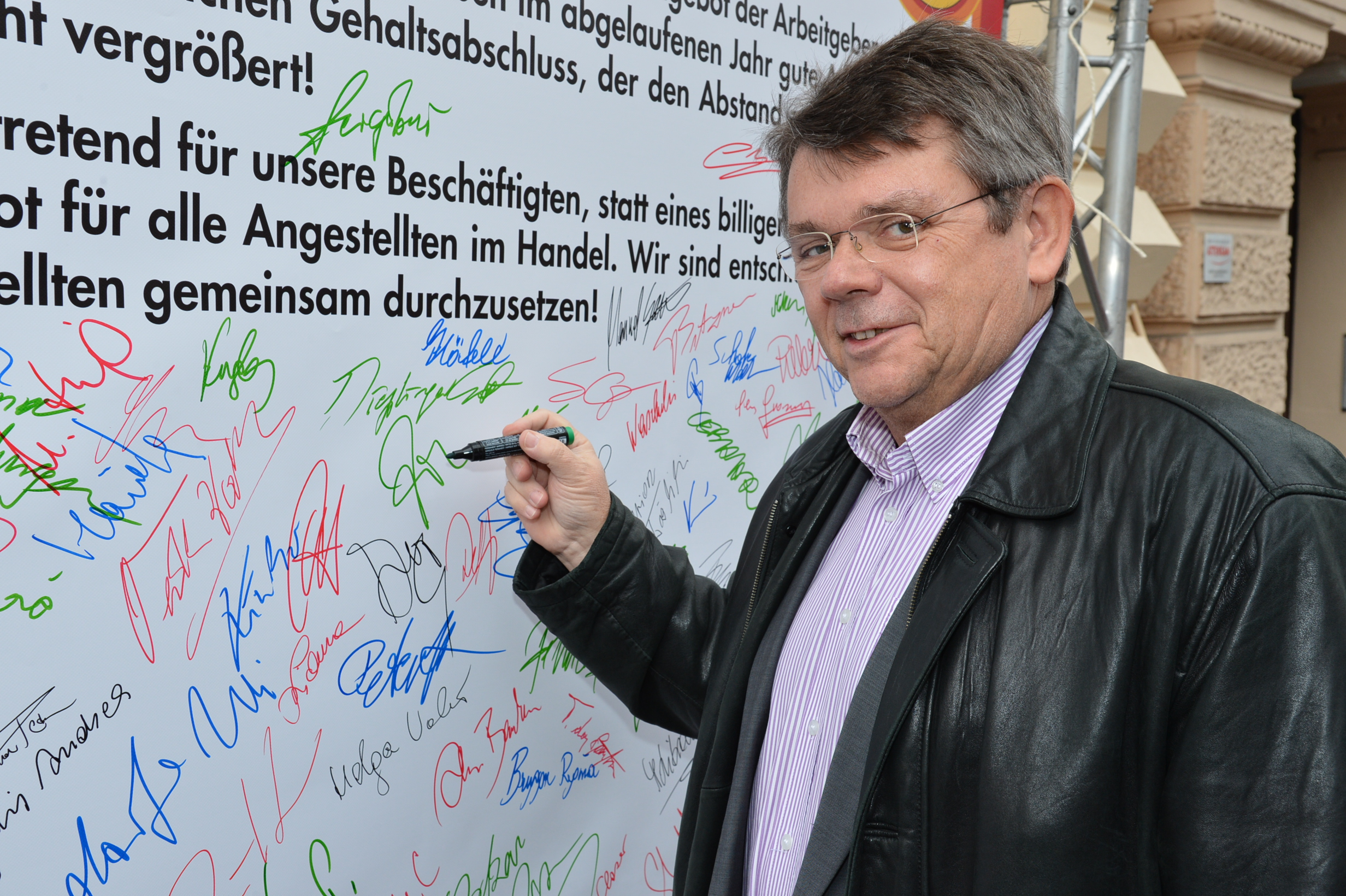
Wolfgang Katzian

Neben der gewerkschaftlichen Kollektivvertragsarbeit der Gewerkschaft GPA werden für die Mitglieder Dienstleistungen angeboten. Hierzu zählt Rechtsschutz in allen arbeitsrechtlichen Angelegenheiten, eine Gewerkschaft GPA-Card, finanzielle Leistungen in Notsituationen und Beratung in vielen arbeitsrechtlichen Belangen.

## Geschichte

### djp
Die Druckergewerkschaft ist die älteste Gewerkschaft Österreichs. Ihre Geschichte beginnt im Jahr 1842 mit der Gründung des „Unterstützungsvereins für erkrankte Buchdrucker und Schriftgießer in Wien“. Das war der erste Verein in Österreich, der sich die Verbesserung der Lebensbedingungen der Arbeiterinnen und Arbeiter zum Ziel setzte und die Basis für spätere gewerkschaftliche Strukturen schuf. Am 9. August 1848 wurde der Beschluss gefasst, einen „Gutenberg-Verein der Buchdrucker Wiens“ zu gründen. Zu den Forderungen zählten unter anderem die Gleichstellung der politischen Rechte der Arbeiter mit den anderen Ständen, die Festsetzung einer kürzeren Arbeitszeit und die Schaffung von Kranken- und Invalidenkassen mit staatlicher Beihilfe. Am 15. März 1852 wurde der Gutenbergverein von Staats wegen aufgelöst und erst 16 Jahre später an die Nachfolgeorganisation „Allgemeiner Unterstützungsverein für erkrankte Buchdrucker und Schriftgießer in Wien“ zurückerstattet.
Eine Zentralisierung der vielen Arbeitervereine wurde schon bald angestrebt. Um wenigstens lose Verbindungen zu den Kronlandsvereinen herzustellen, wählten die Buchdrucker die Bildung einer durch den Staat nicht bewilligungsbedürftigen Kommission. Ein weiterer wirksamer Schritt in Richtung Vereinigung der vielen Verbände ist in der Gründung des Graphischen Kartells am 15. April 1921 zu sehen. Dieses fasste
- den Verband der Vereine der Buchdrucker und Schriftgießer und verwandter Berufe Österreichs (einschließlich der bei den Wiener Zeitungen Beschäftigten),
- den Reichsverein der Hilfsarbeiter des Buchdruck- und Zeitungsgewerbes Österreichs,
- den Österreichischen Senefelderbund und
- den Verein der Buchbinder und Papierarbeiter Österreichs zusammen.

1923 konnte schließlich der am 17. Dezember 1922 gegründete Reichsverein – also die Vereinigung aller Gehilfen und Hilfsarbeiter – seine Arbeit aufnehmen. Mit 8.179 aktiven und 285 invaliden Mitgliedern konnte 1920 eine Organisationsdichte von 98 Prozent im neuen Österreich festgestellt werden.
1934 endete die Geschichte zunächst: Als einer der ersten Maßnahmen nach den Februarkämpfen wurden die freien Gewerkschaften aufgelöst, ihre Funktionäre, aber auch Betriebsräte und Funktionäre der Selbstverwaltungseinrichtungen (Sozialversicherung) verfolgt. Alle freigewerkschaftlichen oder sozialdemokratischen Betriebsräte verloren ihr Mandat durch Regierungsanordnung (21. Februar 1934). Am 25. Juli 1934 erlag der per Ermächtigungsgesetz regierende und anti-sozialdemokratisch gesinnte Bundeskanzler Engelbert Dollfuß, bei einem an und für sich fehlgeschlagenen Putschversuch der Nationalsozialisten einem Mordanschlag. Kurt Schuschnigg trat Dollfuß’ Nachfolge an. Nach dem nationalsozialistischen Anschluss Österreichs an das Deutsche Reich im März 1938 wurde das Gewerkschaftshaus, seit 1927 im Besitz des Reichsverbandes, von der Deutschen Arbeitsfront besetzt.
Am 18. April 1945 – zum Ende des Zweiten Weltkriegs – traten die Kollegen zu einer ersten Sitzung zusammen, um einen provisorischen Ausschuss zu bilden. Die damals festgelegten Strukturen des ÖGB bestehen – abgesehen vom Zusammengehen einiger Gewerkschaften – heute noch.
Am 1. September 2001 wechselte nach fast zweijährigem Kampf die sich als „Journalistengewerkschaft“ bezeichnende „Sektion Journalisten in der KMSfB“ auf Beschluss des ÖGB Bundesvorstands Ende Juni 2001 in die Gewerkschaft Druck und Papier, die sich seither „Gewerkschaft Druck, Journalisten, Papier“ nannte.
Von 1993 bis zur Fusionierung 2006 war Franz Bittner Vorsitzender der djp.

### GPA
Ebenfalls bereits vor dem Ersten Weltkrieg bildete sich der Verein der kaufmännischen Angestellten. Der Verein der Versicherungsbeamten folgte 1901, der Reichsverein der Bank- und Sparkassenbeamten 1907 und 1912 der Bund der kaufmännischen Industriebeamten. Ziel war eine einheitliche Gewerkschaft für alle Angestellten in der Privatwirtschaft.
In der „Einheitsgewerkschaft“ des Dollfuß-Schuschnigg-Regimes waren die Angestellten in „Berufsverbänden“ und Fachgruppen (die als Gewerkschaften bezeichnet wurden) zusammengefasst. Mit der Rede Schuschniggs am Abend des 11. März 1938 und seinem resignierenden Wunsch „Gott schütze Österreich“ war das Schicksal des Landes besiegelt. In der „Deutschen Arbeitsfront“ des NS-Regimes gab es keine eigene Angestelltenorganisation.
Am 30. April 1945 konstituierte sich der Vorstand der Gewerkschaft der Angestellten der Privatwirtschaft (GAP). Erster Vorsitzender wurde Friedrich Hillegeist. Damit war der Grundstein für die heutige GPA gelegt, die diese Bezeichnung seit dem Jahr 1962 führt.

## Bildungsprogramm
Das Gewerkschaft-GPA-Bildungsprogramm ist auf die Betriebsräte und Jugendvertrauensräte in der Gewerkschaft GPA ausgerichtet. Ziel der Bildungsarbeit ist es, Betriebsratsmitgliedern/Jugendvertrauensratsmitgliedern jene Kenntnisse und Fähigkeiten zu vermitteln, die ihre Betriebsratstätigkeit/Jugendvertrauensrat erfolgreich und effizient zum Nutzen der Beschäftigten unterstützt.
Zum Bildungsangebot gehörten Grund- und Aufbaukurse für neu gewählte Betriebsratsmitglieder/Jugendvertrauensratsmitglieder, Kurse für soziale Kompetenz, Persönlichkeitsbildung, Verhandlungstraining, zur Antidiskriminierungs-/Kollektivvertragsentwicklung sowie Spezialseminare z. B. zum Thema Pensionskassen.

## Interessengemeinschaften
Mit der Gründung der Interessengemeinschaften (IG) hat die Gewerkschaft GPA auf neue Entwicklungen der Berufstätigkeit reagiert. Die Idee war es branchenübergreifende Plattformen zu gründen. Sie bieten Kommunikation, Vernetzung und Austausch zu beruflicher Tätigkeit, unabhängig von Branche und Betrieb. Derzeit existieren acht Interessengemeinschaften : work@professional (Fach- und Führungskräfte), work@flex (atypisch Beschäftigte), work@social (soziale Berufe), work@IT (IT-Berufe), work@education (Bildung), work@external (Außendienst), work@migration (Migranten), work@point-of-sale (Verkaufs- und Beratungsberufe).

## Gewerkschaft GPA Jugend
Die Gewerkschaft GPA Jugend ist die Jugendorganisation der Gewerkschaft. Sie versteht sich als freiwillige und überparteiliche Interessenvertretung jener Lehrlinge, welche einen kaufmännischen Lehrberuf in der Privatwirtschaft, einen Lehrberuf im grafischen Gewerbe oder in der papierverarbeitenden Industrie erlernen. Daneben sind auch Schüler, Studenten und junge Arbeitnehmer in den oben genannten Bereichen sowie Zivil- und Präsenzdienstleistende Teil der Zielgruppe. Innerhalb der Gewerkschaft GPA Jugend sind außerdem Jugendvertrauensräte sowie Schüler- und Studierendenvertreter organisiert.

## Partner
Die GPA ist Mitglied der österreichischen Plattform Industrie 4.0.